# 狸穴城 (下野国)
狸穴城（まみあなじょう）は、栃木県宇都宮市大字板戸小字柏木（下野国芳賀郡にあった板戸の南方の地である柏木）の御殿山にあった詰城（山城）と、栃木県宇都宮市大字満美穴町（満美穴）の北方にあった館城（平山城）の大谷氏が居城とした二つの城の総称。別名板戸城。

## 沿革
応永年間、下野国芳賀郡板戸を支配した宇都宮氏の家臣の土豪大谷氏の居城として、時の当主大谷高利によって、板戸と満美穴の境界の地に館城が築かれたのが狸穴城の始まりである。伝承によれば東西80間（約145.5m）、南北60間（約109m）の大きさであった。
しかし、永禄5年（1562年）8月、城の西側を流れていた鬼怒川の氾濫により城地が崩壊したため、その北側にあった御殿山に改めて居城となる城を築いた。
天正18年（1590年）、豊臣秀吉による小田原征伐が始まると、時の城主大谷高家は、始め北条方であったため、秀吉の命により田中吉政が二千の兵を与えられて狸穴城を攻撃、高家は籠城し、近隣の刈沼の領主直井綱正の援軍を得て、これを撃退した。
だが、慶長2年（1597年）、高家の子である大谷高久の代の時、主君の宇都宮氏が改易されたため、城は廃城となった。

## 参考資料
- 『栃木県誌』舟橋一也・著 昭和52年（1977年3月15日）発行（再版）
- 『栃木県市町村誌』栃木県市町村誌刊行会 昭和30年（1955年）発行